# فلسطين تكتب
فلسطين تكتب، تأسست باسم فلسطين تكتب مرة أخرى (بالإنجليزية: Palestine Writes Back)‏، هو مهرجان يُقدم الثقافة والأدب الفلسطيني. أُقيم المهرجان، الذي يُقال إنه أكبر احتفال بالأدب والثقافة الفلسطينية في أمريكا الشمالية، لأول مرة عام 2020 م.
وكان من المقرر أصلاً إقامة المهرجان في مارس 2020 م، ولكن جرى تقديمه افتراضيًا عبر الانترنت في ديسمبر 2020 م بسبب انتشار فيروس كورونا والإجراءات الوقائية التي اتُخذت في كل دول العالم، حيث حضر أكثر من 3000 شخص عبر الانترنت. وكان المنظمون يهدفون بوضوح إلى ضم الفلسطينيين وغير الفلسطينيين "لتخيل العالم الذي نريده".  وقد تبنى رعاية المهرجان عدة جهات منها مؤسسة لانان، وصندوق الأخوة روكفلر، ومركز الدراسات الفلسطينية في جامعة كولومبيا، إضافة إلى عدة جهات أخرى.
أقيمت فعالية "فلسطين تكتب" في حرم جامعة بنسلفانيا في سبتمبر 2023 م. وتضمنت البرامج رواية القصص الشفهية، والروايات المصورة، وصناعة الملابس، وغيرها من العروض للثقافة الفلسطينية. وضم الحدث أكثر من 100 متحدث مؤيد لحقوق الفلسطينيين والقضية الفلسطينية.  وقد انتقده البعض بسبب مشاركة متحدثين يتهمونهم بمعاداة السامية ومعاداة الصهيونية، إلا أن هذا الاتهام عادةً ما يُوجه دون دليل لمن يُناصر حقوق الفلسطينيين في دولتهم المستقلة.
اشتدت الانتقادات الموجهة للمهرجان في أعقاب عملية طوفان الأقصى عام 2023 م، وهي العمليه الهجومية التي قادتها حركة حماس بحناجها المُسلح (كتائب القسَّام) على منطقة غلاف غزة في أكتوبر عام 2023.